# Samuel Besler

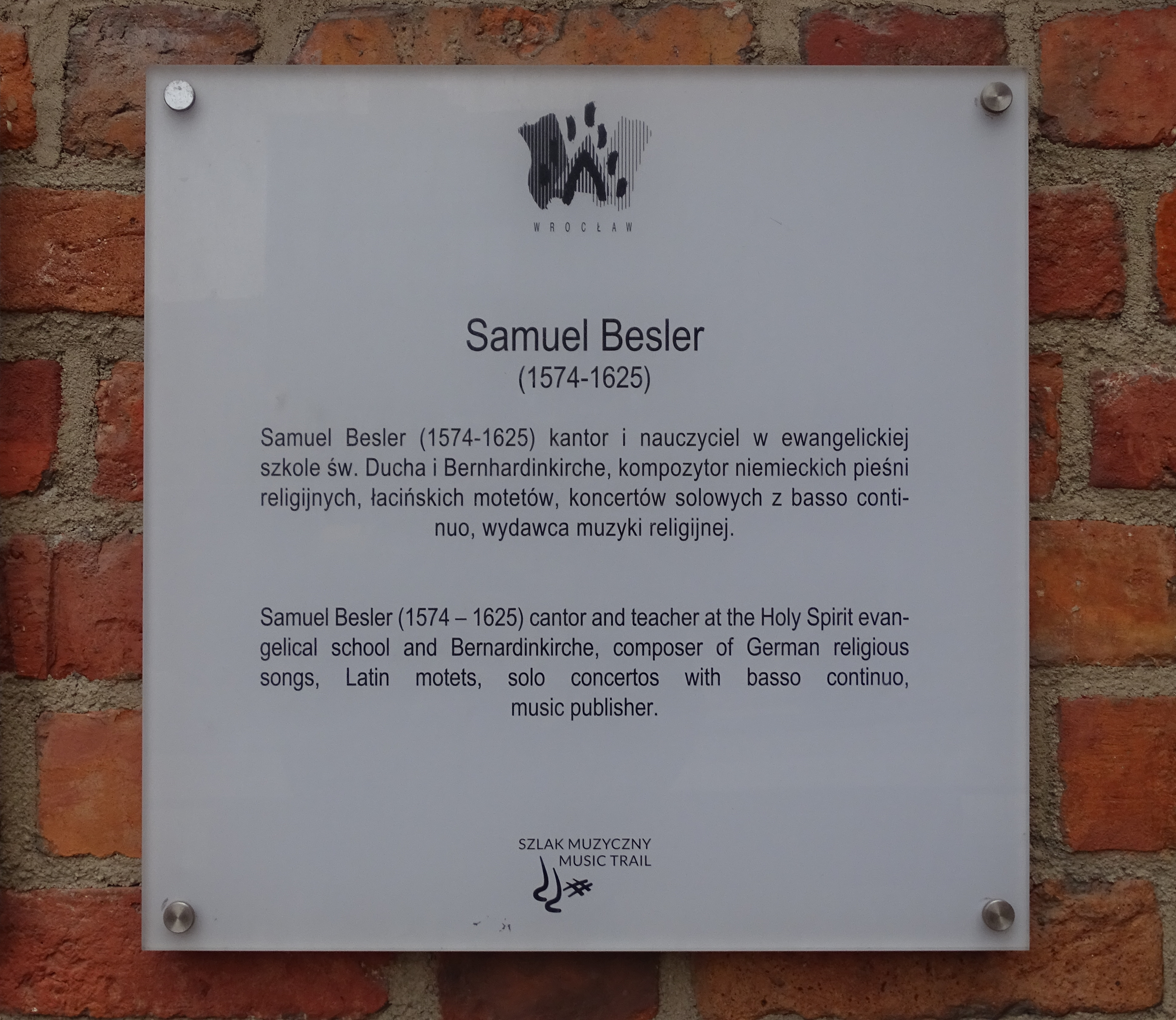
Tablica upamiętniająca Samuela Beslera na b. kościele św. Bernardyna, Wrocław.jpg

Samuel Besler (ur. 15 grudnia 1574 w Brzegu, zm. 19 lipca 1625 we Wrocławiu) – kantor i kompozytor.
Urodził się jako syn Franciszka Beslera, pierwszego rektora gimnazjum w tym mieście. Działał na Dolnym Śląsku. Od 1599 roku, kiedy ukończył studia muzyczne, był kantorem w seminarium we Wrocławiu, a od 1602 w kościele św. Bernardyna. Trzy lata później uczył w szkole św. Ducha, a od 1609 aż do śmierci w połączonych szkołach św. Ducha i kościoła św. Bernardyna. Jako kantor miejski odegrał ważną rolę w życiu muzycznym Wrocławia ze względu na swoją działalność kompozytorską i organizacyjną.
Pisał głównie muzykę religijną. Zachowało się 16 druków jego utworów wydanych we Wrocławiu i jeden w Legnicy. Besler uważany jest za największego twórcę pasji przed H. Schützem.